# Тімбер-Гіллс (Пенсільванія)
Тімбер-Гіллс (англ. Timber Hills) — переписна місцевість (CDP) в США, в окрузі Лебанон штату Пенсільванія. Населення — 390 осіб (2020).

## Географія
Тімбер-Гіллс розташований за координатами 40°14′39″ пн. ш. 76°29′3″ зх. д. / 40.24417° пн. ш. 76.48417° зх. д. (40.244150, -76.484210).  За даними Бюро перепису населення США в 2010 році переписна місцевість мала площу 1,77 км², з яких 1,71 км² — суходіл та 0,06 км² — водойми.

## Демографія
Згідно з переписом 2010 року, у переписній місцевості мешкало 360 осіб у 172 домогосподарствах у складі 119 родин. Густота населення становила 204 особи/км².  Було 181 помешкання (102/км²).
Расовий склад населення:
| - 98,3 % — білих - 1,1 % — осіб інших рас |

До двох чи більше рас належало 0,6 %. Частка іспаномовних становила 1,9 % від усіх жителів.
За віковим діапазоном населення розподілялося таким чином: 11,7 % — особи молодші 18 років, 51,9 % — особи у віці 18—64 років, 36,4 % — особи у віці 65 років та старші. Медіана віку мешканця становила 60,1 року. На 100 осіб жіночої статі у переписній місцевості припадало 86,5 чоловіків;  на 100 жінок у віці від 18 років та старших — 91,6 чоловіків також старших 18 років.
Цивільне працевлаштоване населення становило 123 особи. Основні галузі зайнятості: роздрібна торгівля — 45,5 %, сільське господарство, лісництво, риболовля — 33,3 %, освіта, охорона здоров'я та соціальна допомога — 21,1 %.